# William Speirs Bruce
William Speirs Bruce (1. srpna 1867 – 28. října 1921) byl skotský přírodovědec, polárník a oceánograf. V Edinburghu založil Skotskou oceánografickou laboratoř. V letech 1902–04 organizoval a vedl skotskou národní antarktickou expedici na Jižní Orkneje a do Weddellova moře. Expedice založila první trvalou meteorologickou stanici v Antarktidě. Jeho plány na přechod Antarktidy přes jižní pól byly zavrženy kvůli nedostatku veřejné a finanční podpory. Měl se rovněž zúčastnit slavné expedice Roberta Falcona Scotta, ale sešlo z toho kvůli jeho sporům s ředitelem Královské geografické společnosti Clementsem Markhamem. Skotská národní expedice byla reakcí na tento konflikt. Mnoho nepřátel Bruceovi přinášel jeho výrazný skotský nacionalismus. Některé konflikty mohly plynout i z toho, že byl patrně autistou, jak tvrdí někteří jeho životopisci. Byl též průkopníkem lyžování a spoluzakladatelem zoologické zahrady v Edinburghu.